# 中国天然药物
《中国天然药物（英文版）》创刊于2003年，是中国大陆医药卫生科技类月刊，编辑部位于江苏省南京市。此刊物由中国药科大学，中国药学会主办。
《中国天然药物（英文版）》在2018年被中华人民共和国国家新闻出版广电总局新闻报刊司评为2017年全国“百强报刊”。